# خوانيتو غاليغو
خوانيتو غاليغو (بالإسبانية: Juan Antonio Felipe)‏ هو لاعب كرة قدم إسباني في مركز الدفاع، ولد في 24 أغسطس 1961 في مدريد في إسبانيا. لعب مع رايو فايكانو.

## وصلات خارجية
- خوانيتو غاليغو على موقع قاعدة بيانات كرة القدم.إي يو (الإنجليزية)
- خوانيتو غاليغو على موقع أوليمبيديا (الإنجليزية)